# خبز الشيلم
| link = | هذه المقالة يمكن توسيعها اعتمادا على الترجمة في ويكيبيديا الإنجليزية. اضغط [هنا] للتعليمات. - تُعدُّ الترجمةُ الآليةُ من كوكل بمثابةِ نقطةِ انطلاقٍ مُفيدةٍ للترجمات، ولكن يَجبُ على المُترجمينَ مُراجعةُ الأخطاءِ الّتي قد تُصاحبُ الترجمةَ حسبَ الضرورة، والتأكيد على دقةِ الترجمة، بدلاً من مجردِ نسخِ النصِّ المُترجمِ آلياً إلى ويكيبيديا. - لا تُترجمِ النصَّ الذي يبدو غيرَ موثوقٍ أو مُنخفضَ الجودة. تَحقِّقْ من النص بالتأكدِ من المَراجعِ الواردةِ في المقالةِ باللغةِ الأجنبية «إذا كان ذلك مُمكناً». - يجب إضافة قالب {{صفحة مترجمة}} بعد الترجمة إلى صفحة نقاش المقالة لضمان الامتثال لحقوق النشر. - لمزيد من الإرشاد، انظر ويكيبيديا:ترجمة مقالات إلى العربية. |

خبز الشَّيْلَمُ أو الشَّوْلَمُ أو الشَّالَمُ أو الجاودار أو الجويدار أو السلت (بالإنجليزية: Rye bread)‏ هو نوع من الخبز المصنوع بنسب مختلفة من الدقيق من حبوب الشيلم. يمكن أن يكون فاتحًا أو داكن اللون، حسب نوع الدقيق وعوامل التلوين، وعادةً ما يكون أكثر كثافة من الخبز المصنوع من دقيق القمح. يحوي نسبة أعلى من الألياف من ألياف الخبز الأبيض ولونه أغمق ومذاقه أقوى. أكبر مصدر لخبز الشيلم في العالم هو بولندا.
كان خبز الشيلم يعتبر عنصرًا أساسيًا خلال العصور الوسطى. تأتي العديد من أنواع حبوب الشيلم المختلفة من دول شمال وسط وغرب وشرق أوروبا مثل إسلندة وألمانيا والنمسا والدنمرك والسويد وروسيا والنرويج وفنلندا وإستونيا ولتفيا ولتوانية وبولندا وبيلاروس وأُكرانية وهولندا وبلجيكا وفرنسا وجمهورية التشيك وهي أيضًا من اختصاصات فاليه في سويسرا. نحو عام 500 بعد الميلاد، استقرت قبيلة السَّكسونيين الجرمانية في بريطانيا وأدخلت نبات الشيلم، الذي كان مناسبًا تمامًا لمناخها المعتدل.